# Marsica

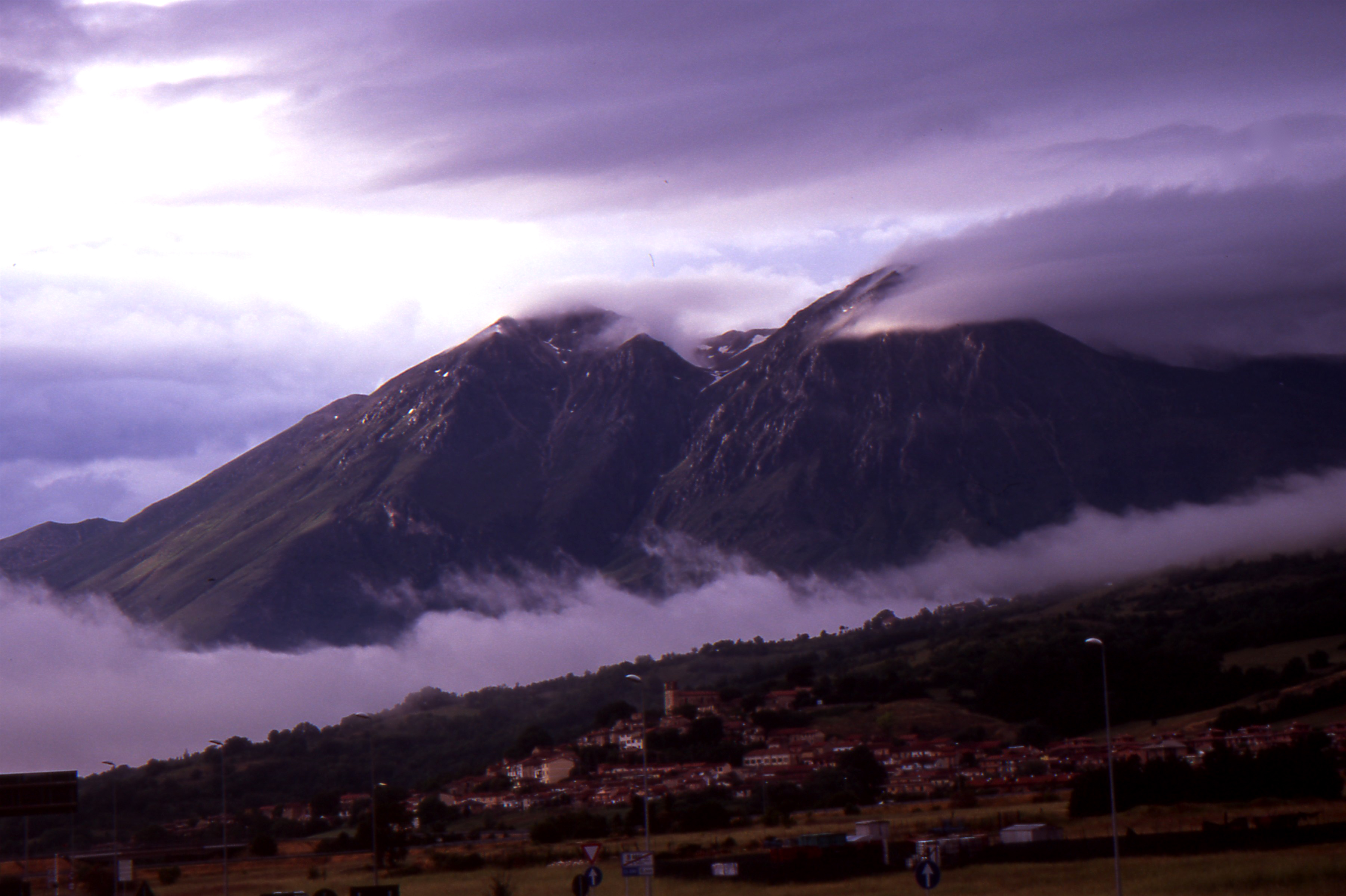
Vista de la frazione de Antrosano en Avezzano con el macizo del Velino al fondo.

Marsica es una zona geográfica en la región de los Abruzos en la Italia central, incluyendo 37 municipios en la provincia de L'Aquila, el más importante de los cuales se llama Avezzano. Se encuentra entre la llanura del anterior lago Fucino, el Parque nacional de los Abruzos, Lacio y Molise, la llanura de Carsoli y el valle de Sulmona.
La región toma su nombre de la tribu itálica de los marsos. En el centro de la zona es el antiguo lago Fucino, derivó en 1877, parques y reservas naturales. Avezzano es la ciudad más poblada de la región.

## Municipios
La asociación mársica incluye los siguientes municipios: Aielli, Avezzano, Balsorano, Bisegna, Canistro, Capistrello, Cappadocia, Carsoli, Castellafiume, Celano, Cerchio, Civitella Roveto, Civita d'Antino, Collarmele, Collelongo, Gioia dei Marsi, Lecce nei Marsi, Luco dei Marsi, Magliano de' Marsi, Massa d'Albe, Morino, Opi, Oricola, Ortona dei Marsi, Ortucchio, Ovindoli, Pereto, Pescasseroli, Pescina, Rocca di Botte, San Benedetto dei Marsi, San Vincenzo Valle Roveto, Sante Marie, Scurcola Marsicana, Tagliacozzo, Trasacco y Villavallelonga.

## Parques

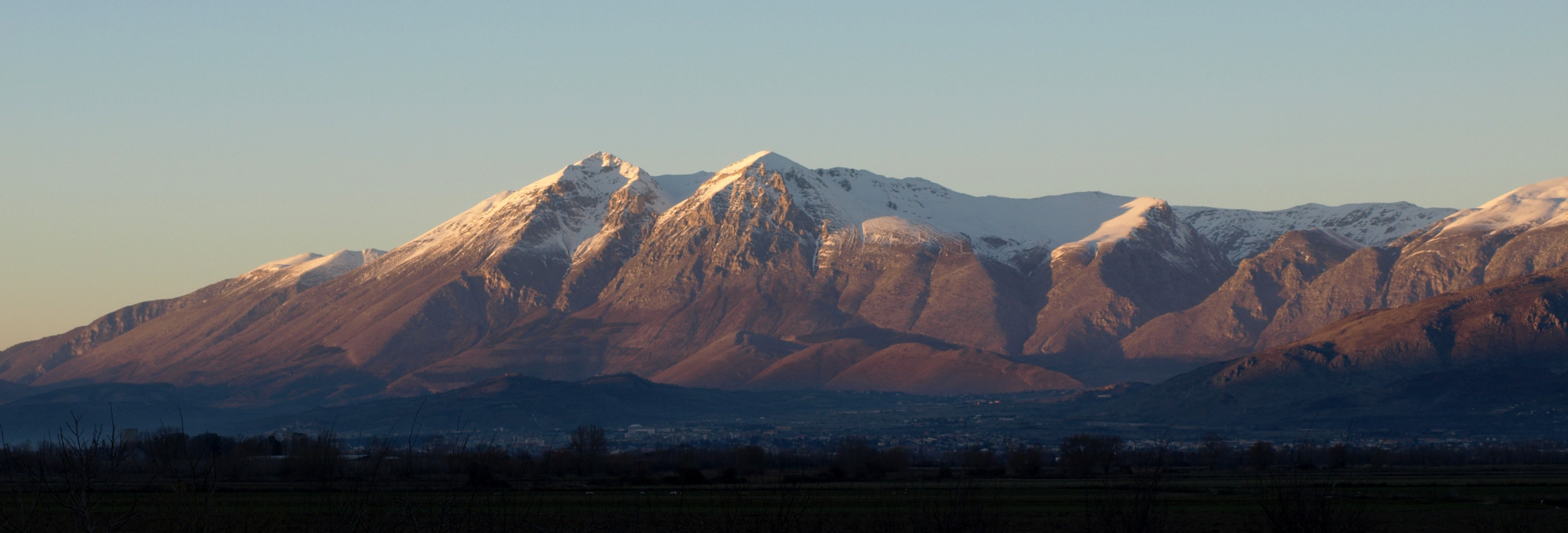
Macizo del Velino

El territorio de Marsica es rico en parques y reservas naturales. Aparte del Parque nacional de los Abruzos, incluye la reserva natural de Zompo lo Schioppo, el parque natural regional de Sirente-Velino, la reserva natural de Monte Velino, la reserva natural de Monte Salviano. Las especies animales más características son el oso pardo marsicano, un endemismo de Marsica.